# Васенёв, Роман Владимирович
Роман Владимирович Васенёв (род. 22 января 1985) — российский футболист, вратарь, игрок в пляжный футбол.

## Биография
Воспитанник СДЮШОР «Смена» Санкт-Петербург. В 2003—2012 годах играл за любительские клубы Санкт-Петербурга и области «ПетроЛесПорт» (2003), «Би Лайн СПб» (2004), «Локомотив» (2004), ФК «Приозерск» (2005), «Нева-Спорт» (2006), «90 минут» (2007), «Еврострой» Всеволожск (2008), «Руан» Тосно (2009), «Инкон» Колпино (2010), «ТМК ФРОСТ-Лавина» (2012).
В сезонах 2013/14 — 2014/15 повёл 24 матча за клуб второй болгарской лиги «Несебыр».
В чемпионате России по пляжному футболу играл за клубы «Голден» («Золотой», 2010) и «Сити» (2012)
В Кубке европейских чемпионов по пляжному футболу 2017 играл за болгарский клуб «Спартак» Варна.